# Giorgio Scapinelli

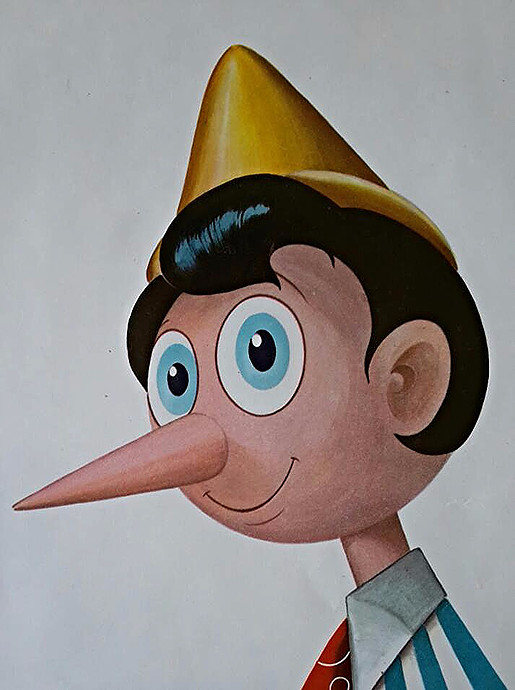
Pinocchio illustrato da Scapinelli (Scap) pubblicato sulla rivista per ragazzi "Lo Scolaro" 1960 circa

Giorgio Scapinelli, noto anche con lo pseudonimo di Scap (Modena, 1926 – Modena, 1999), è stato un pittore e illustratore italiano.

## Biografia
Ha iniziato gli studi artistici diplomandosi all'Istituto d'Arte Adolfo Venturi per poi completarli all'Accademia di Belle Arti a Bologna con Giorgio Morandi titolare di cattedra.
Negli anni '50 è significativa la sua presenza nel mondo dell'illustrazione per le più importanti case editrici italiane dell'epoca quali la Marzocco di Firenze, la Carroccio, la Sorgente, Mondadori di Milano, per le quali illustra i capolavori della narrativa mondiale per ragazzi, da Dickens a Salgari, da Verne a Collodi. Negli stessi anni è notevole anche la sua presenza nel mondo del fumetto, con la casa editrice Stringa di Genova collabora come disegnatore di punta per la pubblicazione "Lo Scolaro". Per questo giornale per ragazzi, uno dei più antichi in Italia, Scapinelli crea innumerevoli personaggi a fumetti. 

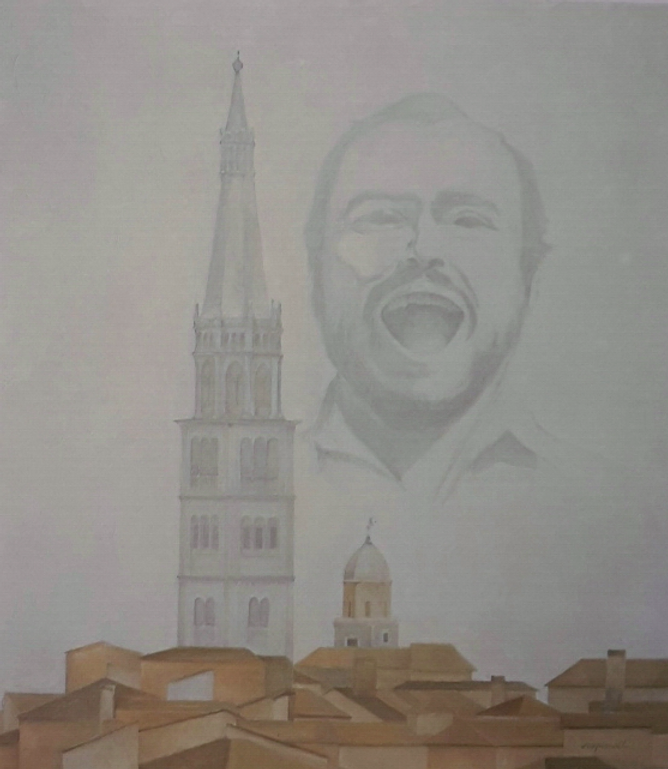
Ritratto a Luciano Pavarotti di Giorgio Scapinelli (Scap)

Sul finire degli anni '50 fonda assieme all'amico Paul Campani la "Paul Film" che crea disegni animati per la pubblicità, dedicandosi poi successivamente alla grafica pubblicitaria per diverse campagne pubblicitarie aziendali.
Dedicandosi in seguito interamente alla pittura, ha partecipato ad importanti mostre in Italia e all'estero. Nel 1958 è stato premiato da Renato Guttuso nella IV edizione del premio di pittura "Aldo Roncaglia", successivamente è stato premiato al VII e VIII concorso Nazionale di pittura di Marina di Ravenna, l'anno successivo ha partecipato per selezione alla III mostra del ritratto nazionale alla "Casa di Dante" a Firenze e al V premio Nazionale di pittura nella esposizione al Palazzo Sociale di Milano.
Presente negli anni successivi a diverse "personale" e "collettive", ha opere in mostra permanente alla Galleria nazionale "SIMMS" di Seattle e nella Galleria Nazionale d'arte moderna di Santo Domingo nella sala degli artisti esteri.
Nel 1986 è presente con sei opere nella mostra "gli amici di Pavarotti" all'ICF di New York e una sua Litografia "ritratto a Pavarotti" utilizzata per la copertina del disco "Pavarotti a Modena" del 1977 è stata esposta nelle principali capitali Europee e Americane."

## Esposizioni
- 1957 - Firenze, Casa di Dante; III mostra del ritratto contemporaneo, concorso nazionale.
- 1957 - Reggio Emilia, Municipio: premio città del Tricolore.
- 1957 - Reggio Emilia, salone comunale: VI mostra Nazionale del disegno e della incisione moderna.
- 1958 - S. felice, IV edizione del premio di pittura "Aldo Roncaglia".
- 1958 - Milano, palazzo Sociale: V concorso Nazionale di pittura "Amaro Ramazzotti".
- 1959 - Marina di Ravenna, VII premio nazionale di pittura.
- 1959 - Modena, III biennale d'arte sacra.
- 1960 - Marina di Ravenna, VIII premio nazionale di pittura.
- 1960 - S. Ilario d'Enza, IV Premio interregionale di pittura.
- 1961 - Copparo, XII mostra d'arte interregionale "Premio Copparo".
- 1963 - Salò, premio internazionale di pittura "Gabriele D'Annunzio".
- 1964 - S. Felice, X edizione del premio di pittura "Aldo Roncaglia".
- 1964 - Ancona, premio nazionale di pittura "Riviera del Conero".
- 1964 - Francavilla, premio nazionale di pittura "F.P. Michetti".
- 1965 - Modena, galleria "La Sfera".
- 1966 - Modena, concorso di pittura provinciale della Cassa di Risparmio, Centro Muratori.
- 1967 - Modena, Mostra nazionale "Il Baricentro" rivista d'arte, Palazzo dei Musei.
- 1971 - Modena, circolo della stampa.
- 1971 - Modena, personale alla galleria "Farini 23".
- 1972 - Scandiano (R.E.), personale al teatro Boiardo.
- 1975 - Parigi, padiglioni Europell.
- 1976 - Roma, galleria "La Linea".
- 1977 - Modena, Fiera Campionaria, sale ENAL.

- 1980 - Modena, Palazzo dei Musei, rassegna grafica modenese, sala Poletti.
- 1980 - Pontremoli, "Premio Bancarella".
- 1981 - Sestola, prima Biennale di pittura e scultura.
- 1981 - Seattle/Washington, galleria "G.D: Simms".
- 1982 - Milano, libreria Rizzoli, litografie.
- 1982 - Sidney, litografie.
- 1983 - Bologna, personale, galleria "Nove Colonne".
- 1983 - S. Francisco, "La Naive" Art-Gallery, litografie.
- 1983 - Sestola, seconda Biennale di pittura e scultura.
- 1984 - Francoforte, "Galerie Libertas", litografie.
- 1984 - Modena, Palazzina dei Giardini pubblici.
- 1984 - Mannheim, Bonn, e altre dodici città della Germania occidentale, mostra itinerante.
- 1984 - Venezia, Palazzo delle Prigioni.
- 1984 - Carpi, galleria d'Arte "La Torre".Riflesso di Primavera - Giorgio Scapinelli - olio su tela 1986

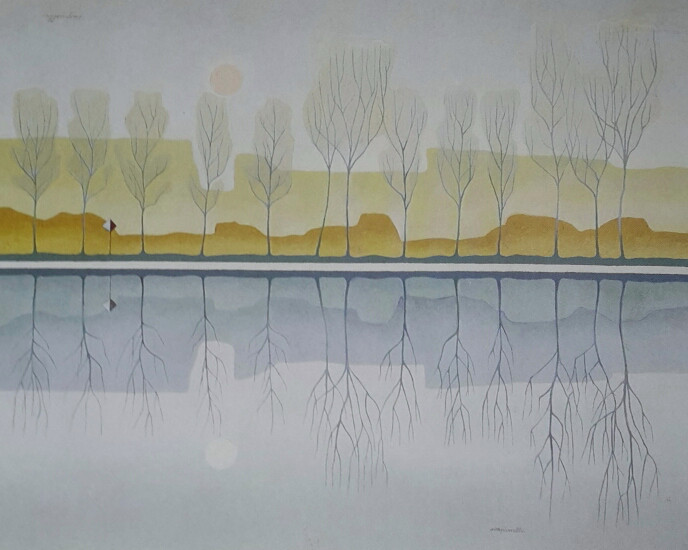
Riflesso di Primavera - Giorgio Scapinelli - olio su tela 1986

- 1984 - Bologna, galleria "Nove Colonne", personale.
- 1985 - Santo Domingo, Galleria nazionale d'arte moderna.
- 1985 - New York, galleria Metropolitan, litografie.
- 1985 - Bologna, galleria "Nove Colonne".
- 1986 - New York, sale dell'ILF.
- 1987 - Modena, galleria "Il Torchio", personale.
- 1991 - Abetone, "La Capannina".
- 1993 - Modena, Palazzo Comunale.
- 1993 - Livorno, "I Bottini dell'Olio".
- 1993 - Kitzbuhel.

N.B. Altre mostre non documentate.